# Levi ben Sisi
Levi ben Sisi o Levi bar Sisi (Sisyi, Susyi, ebraico: לוי בר סיסי) (Israele, II secolo – Babilonia, III secolo) era un rinomato saggio ebreo, rabbino Tanna della 5ª generazione (180 - 220 e.v.), discepolo del patriarca Judah I e collega di suo figlio Simeon bar Levi.

## Analisi
Levi ben Sisi collaborò con Judah nella compilazione della Mishnah e contribuì per le baraitot. Molte delle baraitot di Levi furono poi raccolte in una compilazione intitolata Ḳiddushin de-Be Levi. Nel Talmud babilonese Levi viene citato raramente col suo patronimico e mai col titolo di "Rabbi" nel Talmud gerosolimitano né in quello babilonese o nei Midrashim. Con questo in mente, gli studenti di letteratura rabbinica possono facilmente determinare se quei passi che sono stati scritti da "Levi" senza patronimico appartengono a Levi bar Sisi o invece ad un omonimo che viene quasi sempre citato come "R. Levi" (cfr. Levi II degli Amoraim). Ma sebbene a Levi bar Sisi non venga assegnato il titolo di "Rab", egli fu comunque altamente stimato tra gli studiosi ed in molte occasioni, in cui un brano anonimo viene introdotto con la frase למדין לפני חכמים (= "fu dibattuto dinanzi ai saggi"), si deve intendere che l'argomentazione alla quale ci si riferisce fu tenuta da Levi dinanzi a Judah I.
Judah I successivamente parlò di Levi bar Sisi come di un suo pari ma quest'ultimo non sempre riuscì ad impressionare il pubblico. In seguito ad una richiesta della congregazione di Simonias di mandar loro un uomo che potesse fare le funzioni di insegnante, giudice, sovrintendente della sinagoga, scriba pubblico e oratore, oltre che a prendersi cura degli affari congregazionali, Judah I inviò Levi. Tuttavia, quando Levi prese le consegne, non riuscì a soddisfare i compiti del primo requisito. Gli furono chieste questioni legali e di esegesi ma lui non riuscì a rispondere. La congregazione di Simonias accusò quindi il patriarca di aver loro mandato una persona inabile ma il patriarca li assicurò di aver inviato una persona capace quanto lui stesso. Poi chiamò Levi e gli chiese le stesse questioni, che gli altri avevano chiesto in precedenza, e lui rispose a tutte correttamente. Al che Judah domandò perché mai non avesse risposto così anche alla congregazione e Levi rispose che gli era mancato il coraggio. Una midrash di tarda data parla di lui come di abile studioso biblico e buon insegnante.
Dopo la morte di Judah, Levi lasciò l'accademia insieme a Hanina bar Hama e, quando Ḥanina ricevette la sua promozione, Levi si trasferì a Babilonia, dove già aveva fama.. Morì a Babilonia e fu molto rimpianto dagli studiosi. Durante una sua eulogia funebre da parte di Abba bar Abba, venne detto che Levi da solo valeva più di tutta l'umanità messa insieme.